# 王三一
王三一（1929年1月1日—2003年8月5日），浙江桐庐人，中国水工结构设计专家，中国工程院院士。
早年先后就读于长沙修业小学、分水玉华小学、桐庐中学、严州中学、湖州中学。1950年考入唐山工学院（今西南交通大学）土木系，后随全国院系调整转入清华大学，1952年参加中国人民志愿军入朝作战，曾立二等功。1953年从清华大学水利系毕业。1981年加入中国共产党。曾任国家电力公司中南勘测设计研究院总工程师。1994年被授予“中国工程建设设计大师”称号。2001年11月当选为中国工程院院士。2003年8月5日，在长沙湘雅二医院病逝。